# Planigale novaeguineae
Planigale novaeguineae is een roofbuideldier uit het geslacht der platkopbuidelmuizen (Planigale). De wetenschappelijke naam van de soort werd voor het eerst geldig gepubliceerd door Tate & Archbold in 1941. Deze soort wordt gezien als een verwant van de Australische Planigale maculata.

## Kenmerken
Het is een kleine buidelmuis met een platte kop en een korte vacht. Een mannetje uit Central Province had een kop-romplengte van 79 mm, een staartlengte van 80 mm, een achtervoetlengte van 13 mm, een oorlengte van 12,5 mm en een gewicht van 14,9 g.

## Voorkomen
De soort komt voor in het zuiden van Papoea-Nieuw-Guinea, waar hij gevonden is in de omgeving van Port Moresby (Central Province) en in de omgeving van Morehead ten zuiden van de Fly River (Western Province).  Waarschijnlijk plant het dier zich in de herfst voort (er zijn onvolwassen dieren gevonden in september, oktober en december).
Planigale gilesi · Platkopbuidelmuis (Planigale ingrami) · Planigale kendricki · Planigale maculata · Planigale novaeguineae · Planigale tealei · Planigale tenuirostris